# Narpus angustus
Narpus angustus är en skalbaggsart som beskrevs av Thomas Casey. Narpus angustus ingår i släktet Narpus och familjen bäckbaggar. Inga underarter finns listade i Catalogue of Life.